# Tour de Normandie
Le Tour de Normandie cycliste est une course cycliste par étapes française disputée en Normandie. Créé en 1939, il n'a plus été organisé ensuite jusqu'aux années 1950 durant lesquelles il a connu 4 éditions. Il est organisé annuellement depuis 1981, en tant qu'épreuve amateure jusqu'en 1995 puis professionnelle depuis 1996. 
Le Tour de Normandie fait partie de l'UCI Europe Tour depuis 2005, en catégorie 2.2. Il est par conséquent ouvert aux équipes continentales professionnelles françaises, aux équipes continentales, à des équipes nationales et à des équipes régionales ou de clubs. Les UCI ProTeams (première division) ne peuvent pas participer.
Les éditions 2020 et 2021 sont annulées à cause de la pandémie de Covid-19. Après l'édition 2022, le président organisateur Arnaud Anquetil annonce l'arrêt de la compétition masculine, qui devient une épreuve féminine professionnelle dès 2023 avec un format passant de sept jours pour les hommes à trois jours pour les femmes.

## Palmarès
| Année                  | Vainqueur           | Deuxième                   | Troisième            |
| ---------------------- | ------------------- | -------------------------- | -------------------- |
| 1939                   | Guillaume Godère    | Georges Gourhand           | Ernest Jouen         |
| 1940-1955 Non-organisé |                     |                            |                      |
| 1956                   | Amand Audaire       | Eugène Letendre            | Laurent Cariou       |
| 1957                   | Pierre Gouget       | Jean Bourlès               | Pierre Barbotin      |
| 1958                   | Joseph Wasko        | Élie Lefranc               | Fernand Lamy         |
| 1959                   | Laurent Leboulanger | Henri Duez                 | Élie Lefranc         |
| 1960-1980 Non-organisé |                     |                            |                      |
| 1981                   | Michel Riou         | Peter Loosli               | Michel Riou          |
| 1982                   | Daniel Leveau       | Vincent Barteau            | Ole Byriel           |
| 1983                   | Yvan Frebert        | Frits Schür                | Henk van Weers       |
| 1984                   | Mario Kummer        | Bernd Drogan               | Ole Erichsen         |
| 1985                   | Paul Curran         | Peter Hofland              | Hervé Henriet        |
| 1986                   | Nentcho Staykov     | Vladimir Vavra             | Keith Reynolds       |
| 1987                   | Yvan Frebert        | Thierry Barrault           | Jean-Luc Aulnette    |
| 1988                   | Viatcheslav Ekimov  | Dimitri Zhdanov            | Anthony Theus        |
| 1989                   | Sébastien Flicher   | Gérard Picard              | Viatcheslav Ekimov   |
| 1990                   | Dimitri Zhdanov     | Patrick Botherel           | Richard Vivien       |
| 1991                   | Stéphane Heulot     | Eddy Seigneur              | Mijaíl Orlov         |
| 1992                   | Thierry Dupuy       | Didier Faivre-Pierret      | Matt Illingworth     |
| 1993                   | Emmanuel Mallet     | Mike Weissmann             | Stefan Sels          |
| 1994                   | Saulius Šarkauskas  | Ivan Romanov               | Remigius Lupeikis    |
| 1995                   | Ole Sigurd Simensen | Jens Voigt                 | Gorazd Štangelj      |
| 1996                   | Frédéric Pontier    | Jacky Durand               | Stéphane Barthe      |
| 1997                   | Glenn Magnusson     | Jacek Mickiewicz           | Cezary Zamana        |
| 1998                   | Torsten Schmidt     | Andreas Klöden             | Thierry Gouvenou     |
| 1999                   | Steffen Kjærgaard   | Saulius Ruškys             | Thierry Gouvenou     |
| 2000                   | Ludovic Auger       | Anthony Morin              | Guillaume Auger      |
| 2001                   | Thor Hushovd        | Cédric Loue                | Marcus Ljungqvist    |
| 2002                   | Jérôme Pineau       | Jørgen Bo Petersen         | Arkadiusz Wojtas     |
| 2003                   | Samuel Dumoulin     | Dmitri Mouraviov           | Krassimir Wassilew   |
| 2004                   | Thomas Dekker       | Joost Posthuma             | Arkadiusz Wojtas     |
| 2005                   | Kai Reus            | Stéphane Pétilleau         | Martín Garrido       |
| 2006                   | Kai Reus            | Alexander Khatuntsev       | Jos van Emden        |
| 2007                   | Martijn Maaskant    | Kristoffer Gudmund Nielsen | Tom Leezer           |
| 2008                   | Antoine Dalibard    | Thomas Berkhout            | Christofer Stevenson |
| 2009                   | Bram Schmitz        | Thomas Berkhout            | Benoît Sinner        |
| 2010                   | Ronan van Zandbeek  | Freddy Bichot              | José Herrada         |
| 2011                   | Alexandre Blain     | Mathieu Simon              | Wesley Kreder        |
| 2012                   | Jérôme Cousin       | Guillaume Malle            | Alexandr Pliuschin   |
| 2013                   | Silvan Dillier      | Alexandre Blain            | Dylan van Baarle     |
| 2014                   | Stefan Küng         | Benoît Jarrier             | Reidar Borgersen     |
| 2015                   | Dimitri Claeys      | Alex Peters                | Thomas Scully        |
| 2016                   | Baptiste Planckaert | Olivier Pardini            | Benoît Sinner        |
| 2017                   | Anthony Delaplace   | Justin Mottier             | Justin Jules         |
| 2018                   | Thomas Stewart      | Alexander Krieger          | Bjørn Tore Hoem      |
| 2019                   | Ole Forfang         | Arvid de Kleijn            | Trond Trondsen       |
| 2020-2021 Non-organisé |                     |                            |                      |
| 2022                   | Mathis Le Berre     | Thomas Bonnet              | Paul Penhoët         |